# Список зарубежных поездок президента Жээнбекова

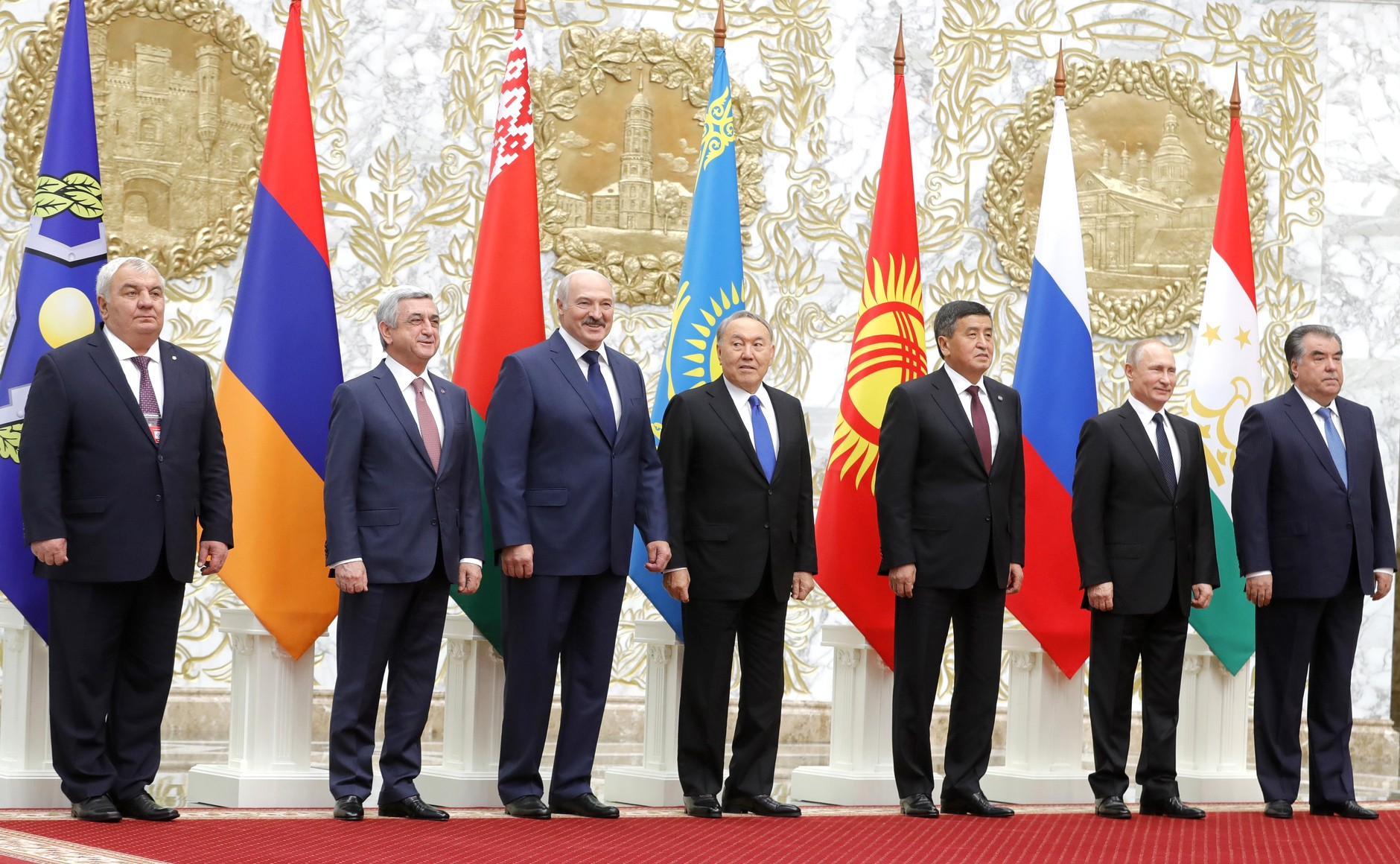
Сооронбай Жээнбеков (справа) на саммите ОДКБ в Минске, 30 ноября 2017 года

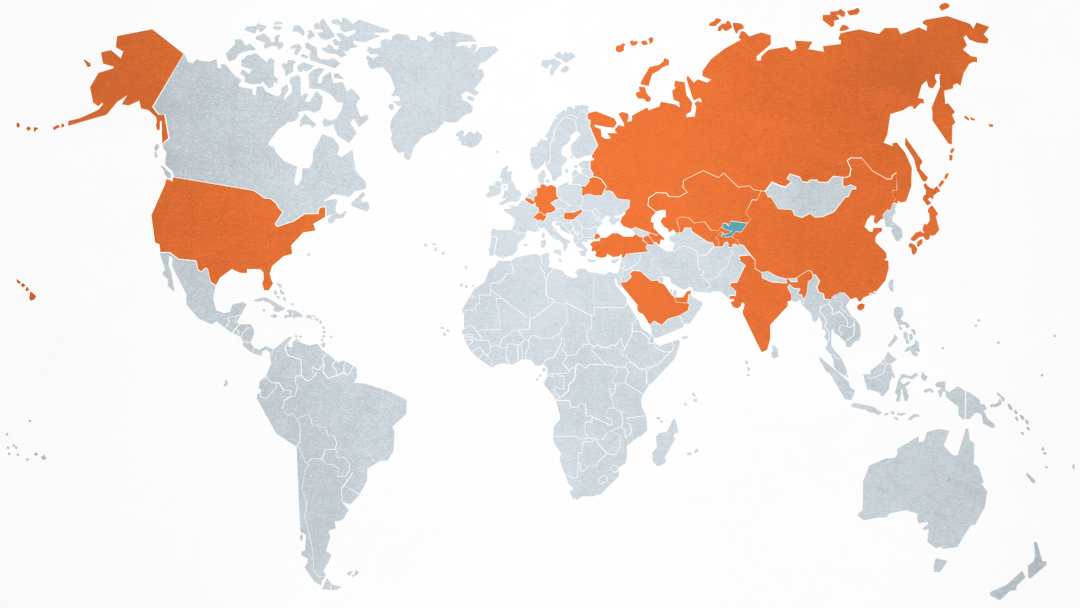
Карта международных президентских поездок Сооронбая Жээнбекова в 2017—2020 гг.

В списке приводятся зарубежные поездки Сооронбая Шариповича Жээнбекова в период, когда он занимал должность президента Кыргызской Республики в 2017—2020 годах.

## 2017 год

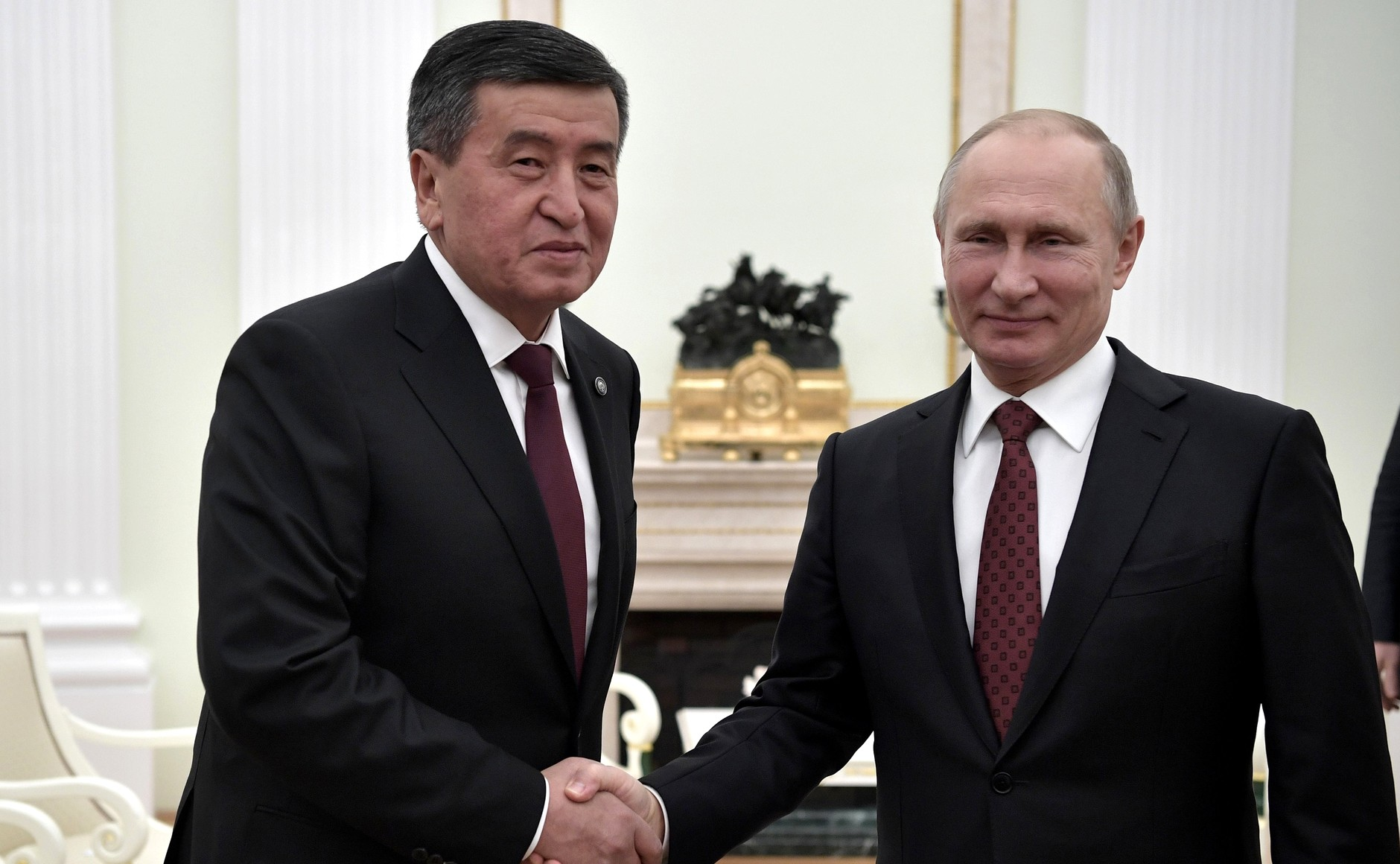
Сооронбай Жээнбеков в Москве. Встреча с Владимиром Путиным. 29 ноября 2017 года

- 28—29 ноября — рабочий визит в Москву. Первый зарубежный визит после вступления в должность главы государства[1]. Встречи с президентом России Владимиром Путиным[2], председателем правительства Дмитрием Медведевым[3], президентом Международного союза КВН Александром Масляковым[4].
- 29—30 ноября — рабочий визит в Минск (Беларусь)[5]. Встреча с президентом Казахстана Нурсултаном Назарбаевым[6]. Участие в юбилейной сессии Совета коллективной безопасности ОДКБ[7][8].
- 13—14 декабря — официальный визит в Ташкент[9]. Возложение цветов к монументу независимости и гуманизма[10]. Встречи с президентом Узбекистана Шавкатом Мирзиёевым[11][12], спикером Законодательной палаты Олий Мажлиса Нуриддином Исмоиловым[13], премьер-министром Абдуллой Ариповым[14].
- 25—26 декабря — официальный визит в Астану[15]. Встреча с президентом Казахстана Нурсултаном Назарбаевым[16], премьер-министром Бакытжаном Сагинтаевым[17].
- 26—27 декабря — визит в Санкт-Петербург (Россия). Участие в неформальном саммите глав государств СНГ[18].

## 2018 год

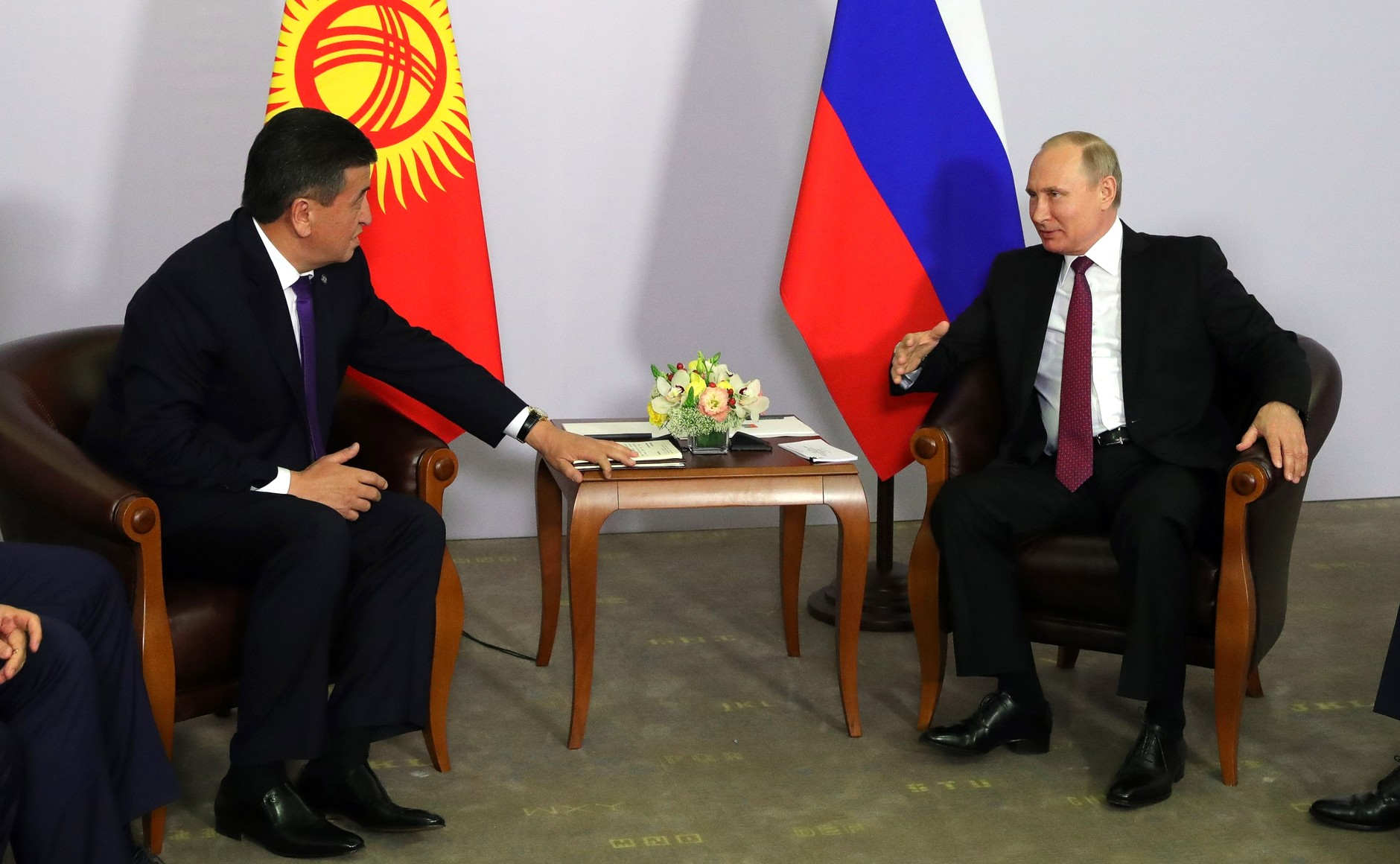
Сооронбай Жээнбеков и Владимир Путин в Сочи, 14 мая 2018 года

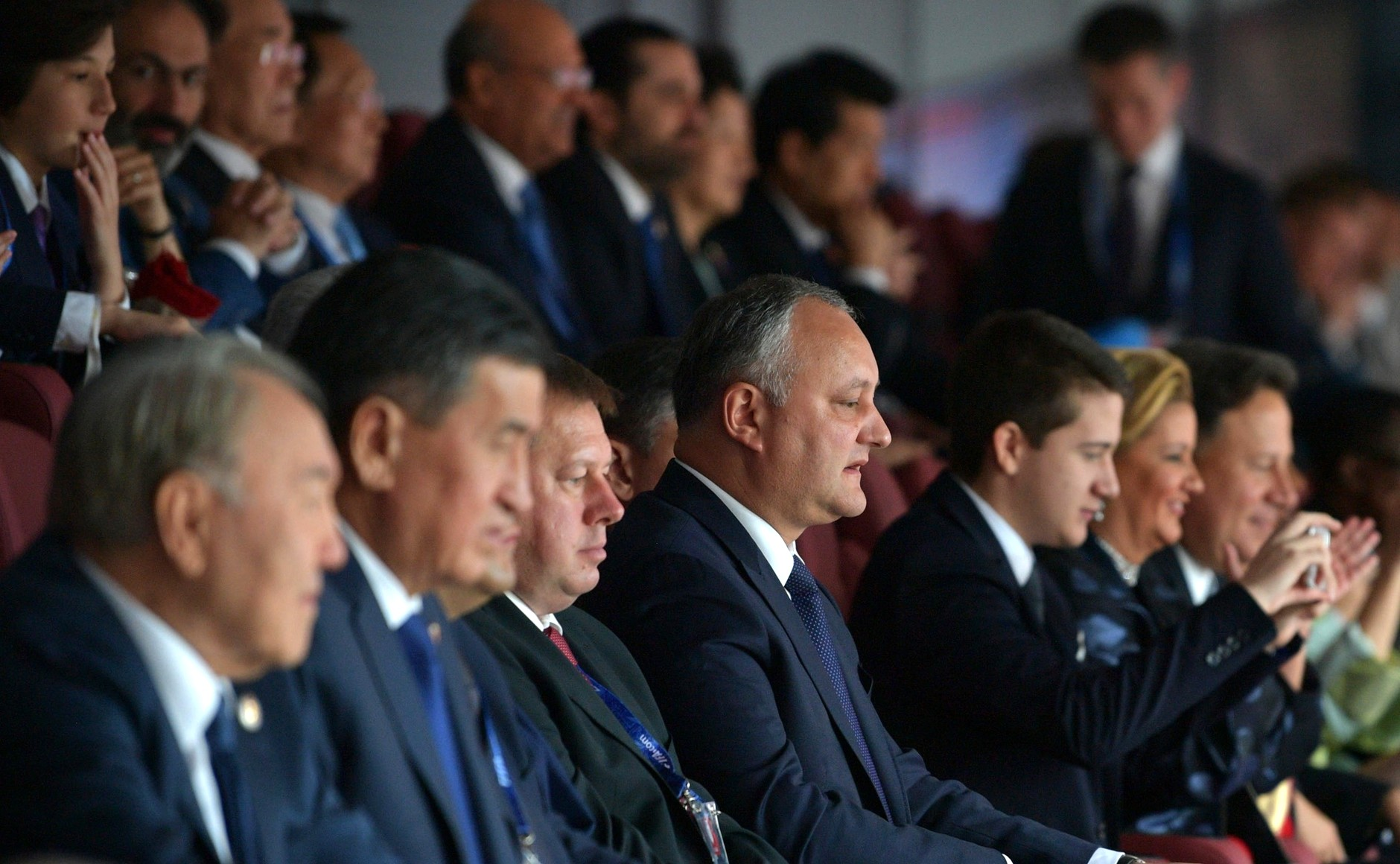
Сооронбай Жээнбеков (слева) на открытии чемпионата мира по футболу, Москва, стадион «Лужники», 14 июня 2018 года

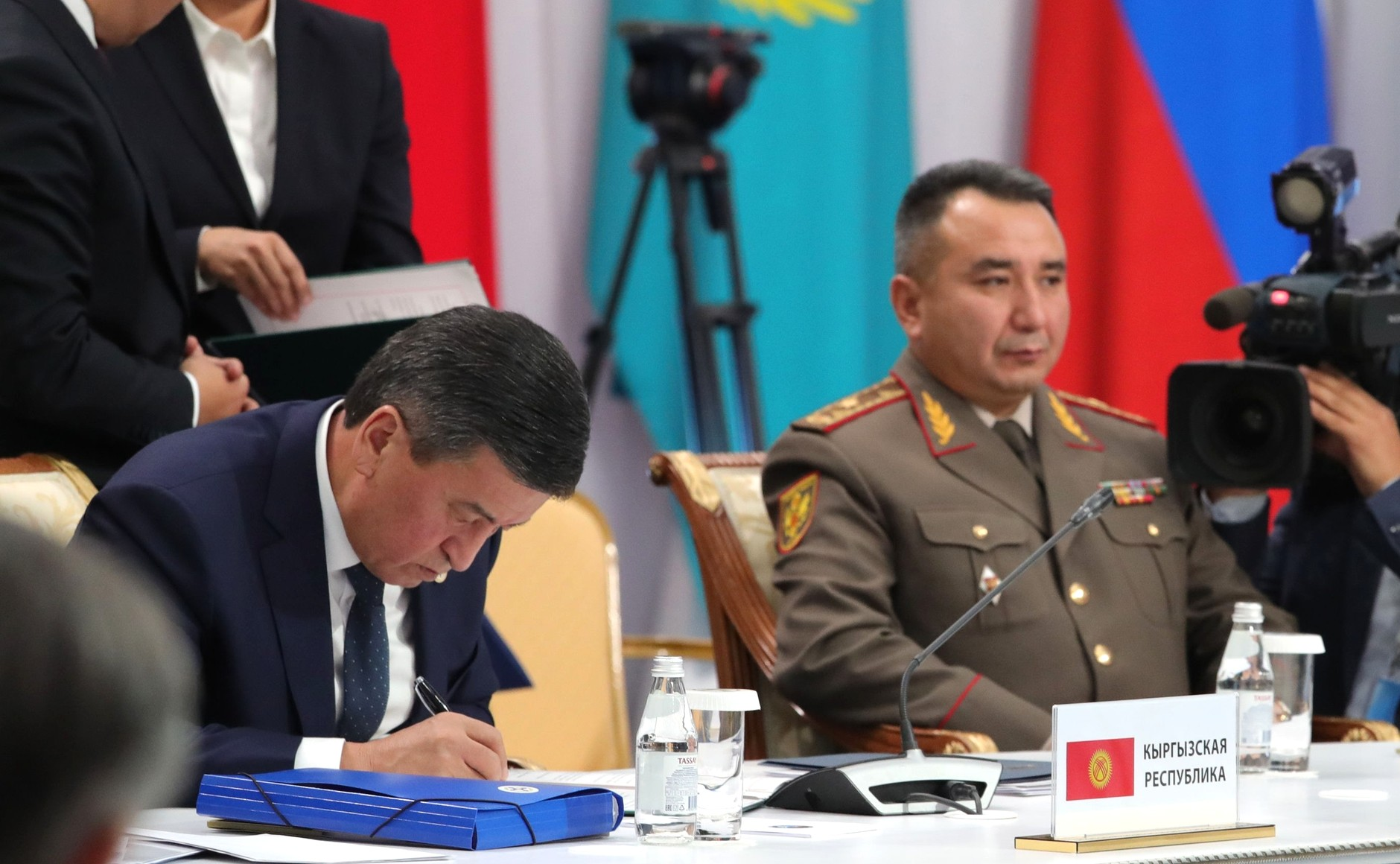
Сооронбай Жээнбеков и начальник Генерального штаба Вооружённых сил КР Райимберди Дуйшенбиев на саммите ОДКБ в Астане, 8 ноября 2018 года

- 1—2 февраля — официальный визит в Душанбе[19]. Возложение венка к монументу Исмоилу Сомони[20]. Встреча с президентом Таджикистана Эмомали Рахмоном[21], премьер-министром Кохиром Расулзодой[22], председателем Палаты Представителей Высшего Собрания Шукурджоном Зухуровым[23]. Посещение Национального музея Таджикистана[24].
- 15 марта — рабочий визит в Астану[25]. Встреча с президентом Казахстана Нурсултаном Назарбаевым[26]. Участие в первой консультативной встрече глав государств Центральной Азии[27].
- 9—10 апреля — официальный визит в Анкару[28]. Встречи с президентом Турции Реджепом Тайипом Эрдоганом[29], премьер-министром Бинали Йылдырымом[30], председателем великого национального собрания Исмаилом Кахраманом[31], представителями кыргызской диаспоры в Турции[32]. Возложение цветов к бюсту Чингиза Айтматова[33].
- 11—12 апреля — рабочий визит в Брюссель (Бельгия)[34]. Встречи с Верховным представителем Евросоюза по иностранным делам и политике безопасности Федерикой Могерини[35], Его Высочеством принцем Каримом Ага-Ханом[36], управляющим директором Европейского банка реконструкции и развития по России и Центральной Азии Натальей Ханженковой[37], председателем Европейского парламента Антонио Таяни[38], председателем Европейского совета Дональдом Туском[39], председателем Европейской комиссии Жан-Клодом Юнкером[40].
- 14 мая — визит в Сочи[41]. Встречи с президентом России Владимиром Путиным[42], премьер-министром Армении Николом Пашиняном[43]. Участие в заседании Высшего Евразийского экономического совета[44].
- 6—10 июня — государственный визит в Китай[45]:
  - Пекин — возложение цветов к подножию памятника народным героям на площади Тяньаньмэнь[46]. Встречи с председателем КНР Си Цзиньпином[47], премьером Государственного Совета КНР Ли Кэцяном[48], председателем Постоянного комитета Всекитайского собрания народных представителей Ли Чжаньшу[49]. представителями крупнейших китайских компаний в области дорожного хозяйства[50]. Посещение Пекинского центра исполнительных искусств «Тяньцао»[51], BAIC Group[52], Китайской академии сельскохозяйственных наук[53].
  - Циндао[54][55] — участие в заседании Совета глав государств — членов Шанхайской организации сотрудничества[56]. Встречи с президентами Таджикистана — Эмомали Рахмоном[57] и Монголии — Халтмагийном Баттулгой[58], премьер-министром Индии Нарендрой Моди[59].
- 14 июня — рабочий визит в Москву[60]. Участие в церемонии открытия чемпионата мира по футболу 2018 года. Встречи с президентом России Владимиром Путиным[61], представителями кыргызской диаспоры в России[62], представителями московского поискового отряда «Обелиск»[63].
- 6 июля — визит в Астану[64]. Участие в торжественных мероприятиях по случаю празднования 20-летнего юбилея столицы Казахстана. Посещение международного финансового центра «Астана».
- 9 июля — визит в Анкару[65]. Участие в церемонии инаугурации Президента Турции Реджеп Тайип Эрдогана[66].
- 23—24 августа — государственный визит в Туркменистан[67]:
  - Ашхабад — встреча с президентом Гурбангулы Бердымухамедовым[68]. Посещение мавзолея первого президента Туркменистана Сапармурата Ниязова[69].
  - Туркменбашы — участие в заседании Совета глав государств – учредителей Международного фонда спасения Арала[70].
- 24—26 сентября — визит в Нью-Йорк (США)[71]. Участие в Общих дебатах 73-й сессии Генеральной Ассамблеи ООН[72]. Встреча с генеральным секретарём ООН Антониу Гутерришем[73]. Возложение цветов к Национальному мемориалу «11 сентября»[74]. Участие в открытии фотовыставки, посвящённой 90-летию Чингиза Айтматова в библиотеке ООН имени Дага Хаммаршёльда[75].
- 27—28 сентября — визит в Душанбе[76]. Встреча с президентом Таджикистана Эмомали Рахмоном[77]. Участие в заседании Совета глав государств-участников СНГ[78].
- 29—30 октября — визит в Стамбул[79]. Участие в мероприятиях, посвященных 95-летию основания Турецкой Республики[80]. Встречи с президентами Турции — Реджепом Тайипом Эрдоганом[81], Пакистана — Арифом Алви[82], Молдовы — Игорем Додоном[83].
- 8 ноября — рабочий визит в Астану (Казахстан)[84]. Участие в сессии Совета коллективной безопасности ОДКБ[85].
- 6 декабря — визит в Санкт-Петербург (Россия)[86]. Участие в заседании Высшего Евразийского экономического совета.
- 7 декабря — рабочий визит в Москву. Открытие памятника Чингизу Айтматову[87].

## 2019 год

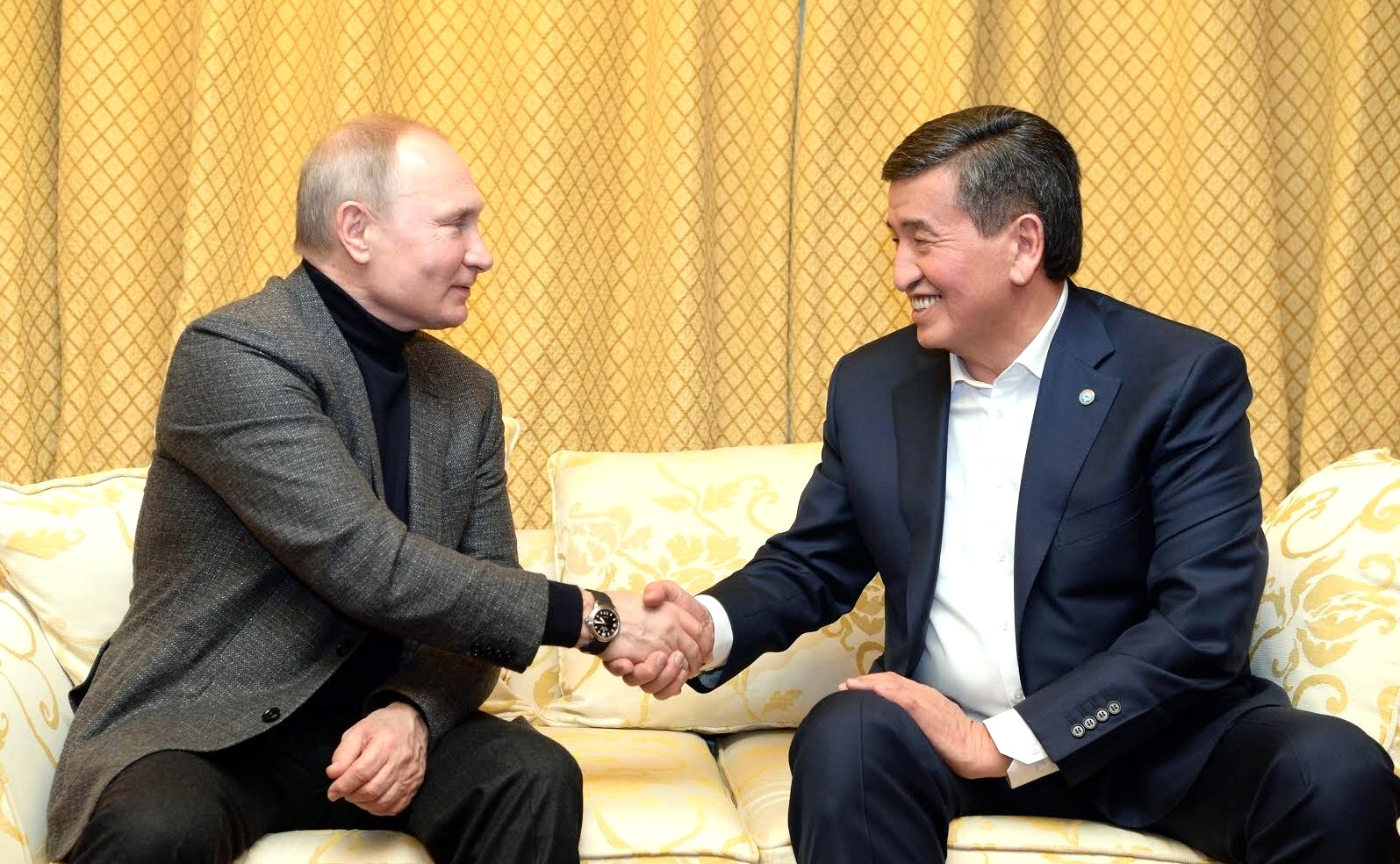
Сооронбай Жээнбеков и Владимир Путин в Сочи, 10 февраля 2019 года

- 10 февраля — рабочий визит в Сочи. Встреча с президентом России Владимиром Путиным[88].
- 14—16 апреля — официальный визит в Германию[89]:
  -  Мюнхен — встречи с руководителем Государственной канцелярии Баварии, государственным министром Баварии по федеральным и европейским вопросам и по вопросам СМИ Флорианом Херманном[90]; кыргызстанцами, которые работают и учатся в Германии[91]. Участие в кыргызско-германском бизнес-форуме[92].
  -  Берлин — встречи с канцлером Ангелой Меркель[93], федеральным президентом Франком-Вальтером Штайнмайером[94], председателем Бундестага Вольфгангом Шойбле[95].
- 25—27 апреля — рабочий визит в Пекин[96]. Участие в первом заседании круглого стола II Международного форума инициативы «Один пояс, один путь»[97][98]. Встреча с руководителями китайских компаний, заинтересованных в экономическом и инвестиционном сотрудничестве с Кыргызстаном[99].
- 28—29 мая — рабочий визит в Астану[100]. Участие в заседании Высшего Евразийского экономического совета[101]. Встречи с президентом Казахстана Касым-Жомартом Токаевым[102] и первым президентом республики Нурсултаном Назарбаевым[103].
- 30 мая — визит в Дели. Участие в инаугурации премьер-министра Индии Нарендры Моди[104].
- 31 мая — рабочий визит в Мекку (Саудовская Аравия). Участие в работе 14-го саммита Организации Исламского сотрудничества[105].
- 15 июня — визит в Душанбе (Таджикистан)[106]. Выступление на пленарном заседании глав делегаций государств и международных организаций, принимающих участие в V саммите Совещания по взаимодействию и мерам доверия в Азии[107]. Встреча с эмиром Катара Тамимом Бен Хамадом Аль Тани[108].
- 9—10 июля — официальный визит в Берн[109]. Встречи с президентом Швейцарии Ули Маурером[110], Председателем Национального совета Федерального собрания Мариной Кароббио Гушетти[111], председателем Национального банка Томасом Йорданом[112], представителями крупного бизнеса Швейцарии[113].
- 11 июля — рабочий визит в Москву. Встреча с президентом России Владимиром Путиным[114].
- 20 сентября — рабочий визит в Оренбург[115]. Встреча с президентом России Владимиром Путиным[116]. Совместное участие в стратегических командно-штабных учениях «Центр-2019» в Донгузском полигоне[117].
- 30 сентября—1 октября — рабочий визит в Ереван (Армения)[118]. Участие в заседании Высшего Евразийского экономического совета[119]. Встреча с президентом Молдовы Игорем Додоном[120].
- 11 октября — визит в Ашхабад[121]. Участие в заседании Совета глав государств СНГ[122]. Встречи с президентами Туркменистана — Гурбангулы Бердымухамедовым[123] и Таджикистана — Эмомали Рахмоном[124].
- 14—15 октября — рабочий визит в Баку[125]. Участие в седьмом саммите Совета сотрудничества тюркских государств[126].  Встречи с президентами Азербайджана — Ильхамом Алиевым[127],  Турции — Реджепом Тайипом Эрдоганом[128], первым президентом Казахстана Нурсултаном Назарбаевым[129].
- 21—23 октября — рабочий визит в Токио[130]. Участие в церемонии интронизации императора Японии Нарухито[131]. Встречи с премьер-министром Синдзо Абэ[132]; членами Парламентской лиги дружбы «Кыргызстан — Япония»[133]; соотечественниками, проживающими в Японии[134]; руководством японской бизнес-ассоциации «Ротобо»[135]. Посещение завода компании «Toshiba Energy Systems and Solutions»[136].
- 29 ноября — визит в Ташкент[137]. Участие во второй консультативной встрече глав государств Центральной Азии[138]. Возложение цветов к памятнику Первому Президенту Республики Узбекистан Исламу Каримову[139].
- 11—12 декабря — официальный визит в ОАЭ:
  -  Абу-Даби — возложение цветов к Мемориалу памяти павших воинов. Встречи с наследным принцем Абу-Даби, заместителем Верховного Главнокомандующего Вооружёнными Силами ОАЭ Мухаммедом бин Заед Аль Нахайяном[140], генеральным директором Фонда Зайед Хамад Салем бин Кардоус Аль Амери[141].
  -  Дубай — встречи с соотечественниками, проживающими в ОАЭ[142]; вице-президентом, премьер-министром ОАЭ, правителем Дубая шейхом Мухаммедом бен Рашидом Аль Мактумом[143].
- 15—17 декабря — официальный визит в Саудовскую Аравию[144]:
  - Эр-Рияд — встречи с Королём Саудовской Аравии Салманом бин Абдельазиз Аль Саудом[145]; председателем Маджлиса Аш-Шура Абдуллой бин Мухаммад бин Ибраим Аль Аш-Шейхом[146]; исполнительным директором Саудовского Фонда Развития Халидом С. Аль-Худайри[147]; соотечественниками, проживающими в королевстве[148]. Участие в открытии нового здания посольства Кыргызстана[149].
  - Джидда — встреча с президентом Исламского банка развития Бандар M. Х. Хаджаром[150].
- 20 декабря — визит в Санкт-Петербург (Россия)[151]. Участие в неформальном заседании Совета глав государств-участников СНГ и заседании Высшего Евразийского экономического совета[152].

## 2020 год
- 27—28 февраля — рабочий визит в Москву[153]. Возложение цветов к могиле Неизвестного солдата в Александровском саду у Кремлёвской стены[154]. Встречи с президентом России Владимиром Путиным[155], председателем правительства Михаилом Мишустиным[156], заместителем председателя совета безопасности Дмитрием Медведевым[157]. Участие в церемонии открытия Перекрёстного года Кыргызской Республики в Российской Федерации и Российской Федерации в Кыргызской Республике[158].
- 23—24 июня — рабочий визит в Москву[159]. Планировалось, что кыргызская делегация примет участие в параде на Красной площади в честь 75-летия Великой Победы, но после того, как у двух её членов анализы на COVID-19 показали положительный результат[160], президент и сопровождавшие его лица были вынуждены досрочно вернуться в Бишкек[161].
- 28 сентября — рабочий визит в Сочи. Встреча с президентом России Владимиром Путиным[162].
- 28—29 сентября — официальный визит в Будапешт. Возложение цветов на площади Героев. Встречи с премьер-министром Венгрии Виктором Орбаном[163], президентом Яношем Адером[164], председателем Национального собрания Ласло Кёвером. Посещение представительства Тюркского совета[165]. Участие в церемонии присвоения имени кыргызского писателя Чингиза Айтматова скверу в Будапеште[166].